# 니시하뉴역
니시하뉴역(일본어: 西羽生駅, にしはにゅうえき)은 일본 사이타마현 하뉴시에 있는 지치부 철도 지치부 본선의 역이다.

## 역 구조
- 단선 승강장 1면 1선의 지상역이고 교상역사를 갖는다.
- 업무 위탁역이다.
- 1면 2선의 섬식 승강장으로 대비 가능한 부지가 확보되어 있는데 현재 승강장의 한쪽에는 펜스가 붙어 있다.
- 화장실은 없다.
- 역무원 근무 시간은 7:20 ~ 17:20이다.

### 승강장
| 노선        | 방향 | 행선                                                  |
| ----------- | ---- | ----------------------------------------------------- |
| ■ 지치부 선 | 상행 | 하뉴 방면                                             |
| ■ 지치부 선 | 하행 | 구마가야・요리이・나가토로・지치부・미쓰미네구치 방면 |

## 역 주변
역 주변은 주택지이다.

### 남쪽
- 국도 122호선
- 사이타마 현도 128호 구마가야하뉴 선

### 북쪽
- 사이타마 현립 하뉴 실업 고등학교
- 하뉴 시립 니시 중학교
- 하뉴니시 공원

## 역사
- 1981년 9월 1일: 영업 개시.

## 인접역
| 지치부 철도 ■ 지치부 본선 | 지치부 철도 ■ 지치부 본선 | 지치부 철도 ■ 지치부 본선 |
| ------------------------- | ------------------------- | ------------------------- |
| 하뉴 하뉴 방면            | 보통                      | 신고 미쓰미네구치 방면    |